# Brianne Tju
Brianne Tju (Chino Hills, California; 14 de junio de 1998) es una actriz estadounidense. Es conocida por interpretar a Alex en la serie de Disney Channel Liv and Maddie y Riley Marra en la serie de MTV Scream.

## Primeros años
Tju nació y creció en Chino Hills, California, hija de padres indoneses. Ella es la hermana mayor de Haley Tju conocida por ser parte del elenco principal de Bella y los Bulldogs, además tiene otra hermana más pequeña y un hermano mayor. Ella tiene herencia tanto indonesia como china. Ella fue educada en su hogar. A los 7 años fue abordada por un agente en un centro comercial y comenzó a hacer comerciales.

## Carrera

### Cine
El 10 de diciembre de 2018, Tju se unió al elenco de la película de thriller 47 Meters Down: Uncaged secuela de la película de 2017 47 Meters Down.

### Televisión
El 4 de junio de 2018, se unió al elenco de la serie de Hulu Light as a Feather basada en la historia de Wattpad Light as a Feather, Stiff as a Board por Zoe Aarsen, retratando a Alex Portnoy. La serie estrenó sus 10 episodios simultáneamente el 12 de octubre de 2018.

## Filmografía

### Cine
| Año  | Título                  | Rol       | Director              | Notas        |
| ---- | ----------------------- | --------- | --------------------- | ------------ |
| 2009 | Opposite Day            | Cliente   | R. Michael Givens     |              |
| 2015 | Pass The Light          | Mary Jane | Malcolm Goodwin       |              |
| 2018 | The Blazing World       | Kelly     | Carlson Young         | Cortometraje |
| 2019 | 47 Meters Down: Uncaged | Alexa     | Johannes Roberts      |              |
| 2024 | The Uglies              | Shay      | Joseph McGinty Nichol |              |

### Televisión
| Año     | Título                          | Rol            | Notas                               |
| ------- | ------------------------------- | -------------- | ----------------------------------- |
| 2008    | Dance on Sunset                 | Mini           | Episodio: «Move»                    |
| 2007-08 | Cory in the House               | Haley          | 5 episodios                         |
| 2010    | Lilly's Light                   | Katie Lynn     | Película para televisión            |
| 2010    | Sons of Tucson                  | Robin          | Episodio: «The Debate Trip»         |
| 2010-11 | Make It or Break It             | Genji Cho      | 4 episodios                         |
| 2011    | Curb Your Enthusiam             | Chica Scout    | Episodio: «The Divorce»             |
| 2011    | R.L. Stine's The Haunting Hour  | Jessica Chen   | Episodio: «Bad Feng Shui»           |
| 2012    | County                          | Olivia         | Película para televisión            |
| 2012    | So Random!                      | Cassy          | 2 episodios                         |
| 2013    | Save Me                         | Riley          | 3 episodios                         |
| 2013-14 | See Dad Run                     | Taylor         | 7 episodios                         |
| 2014-16 | Liv and Maddie                  | Alex           | 4 episodios                         |
| 2015    | The Thundermans                 | Joanie         | Episodio: «It's Not What You Link»  |
| 2015    | Scream                          | Riley Marra    | 3 episodios                         |
| 2016    | Grey's Anatomy                  | Stacey         | Episodio: «Trigger Happy»           |
| 2016    | The Crooked Man                 | Violet         | Película para televisión            |
| 2017    | Famous in Love                  | Xu YiFei       | 2 episodios                         |
| 2017    | Life After First Failure        | Jasmine Lee    | Elenco principal; 6 episodios       |
| 2018    | 9-1-1                           | Hannah         | Episodio: «Worst Day Ever»          |
| 2018    | Love Daily                      | Christine      | Episodio: «Christmas Dumplings»     |
| 2018    | A.P Bio                         | Dallas         | Episodio: «Drenching Dallas»        |
| 2018-19 | Light as a Feather              | Alex Portnoy   | Elenco principal; 26 episodios      |
| 2019    | iZombie                         | Amy            | Episodio: «Death Moves Pretty Fast» |
| 2020    | Chicago P.D.                    | Mira Davis     | Episodio: "I Was Here"              |
| 2021    | I Know What You Did Last Summer | Margot Gilbert | Papel principal, 8 episodios        |
| 2022    | High School                     | Ali            | Papel principal                     |